# 1227 w polityce

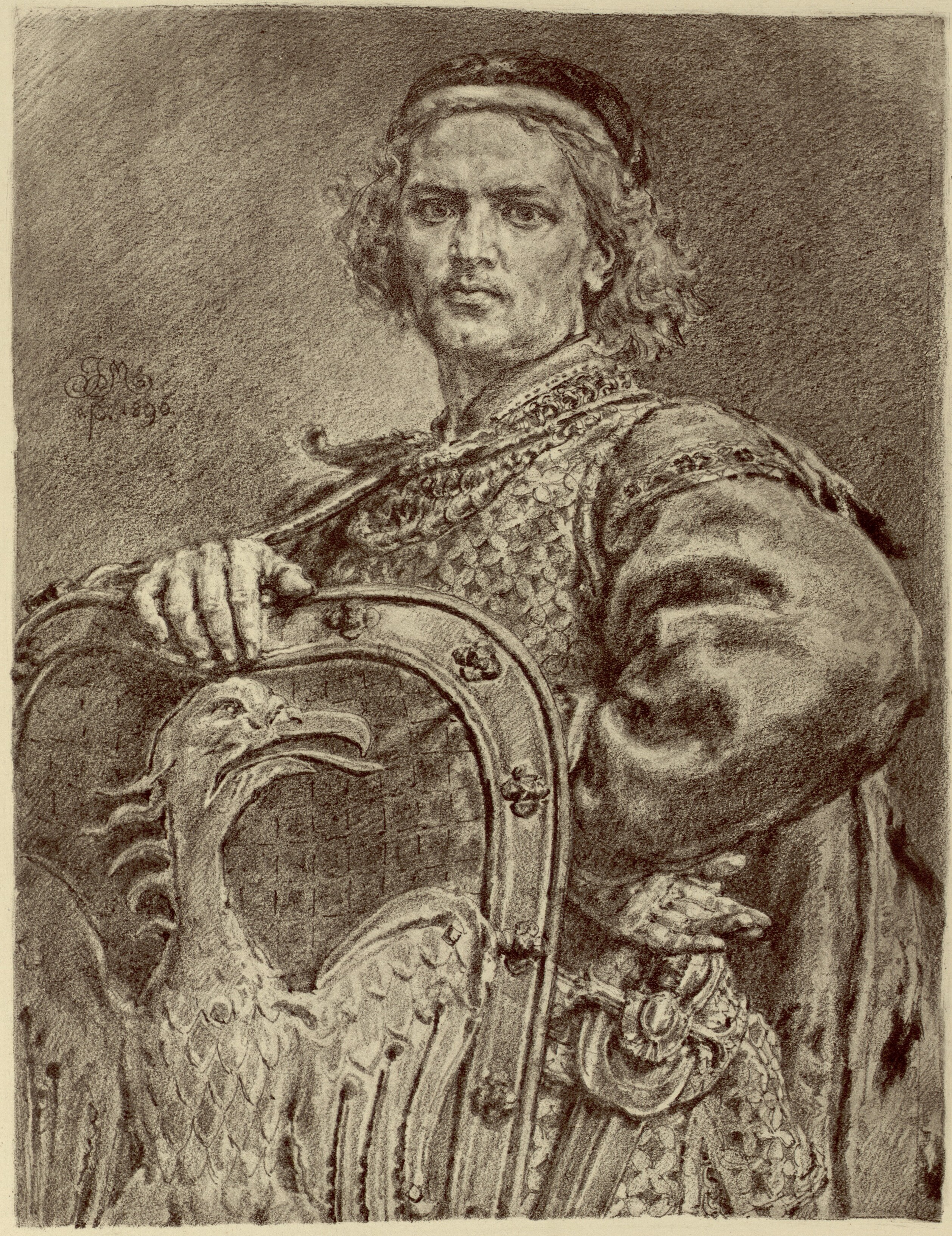
Jan Matejko, Leszek Biały

Wydarzenia polityczne w 1227 roku.

## Wydarzenia
- Zbrodnia gąsawska. W wyniku napadu na uczestników narady piastowskich książąt ginie książę krakowski Leszek Biały[1].

## Urodzili się
- 30 września Girolamo Masci, późniejszy papież Mikołaj IV[2].

## Zmarli
- 18 marca Honoriusz III, papież[3].
- 18 sierpnia Czyngis-chan, wielki chan Mongołów, jeden z największych zdobywców w dziejach, twórca imperium mongolskiego[4].
- 24 września Stefan Pierwszy Koronowany, król Serbii[5].